# Léopold De Cauwer
Pour les articles homonymes, voir De Cauwer.
Léopold De Cauwer, né à Gand le 12 novembre 1831 et mort en 1891, est un peintre belge de représentations animalières et de natures mortes de style romantique.

## Biographie
Né à Gand en 1831, de l'union de Livine Ronse et de Joseph De Cauwer, Léopold (Leopoldus Ernestus) De Cauwer est l'élève de son père à l'Académie royale des beaux-arts de Gand à partir de 1848. Il se spécialise dans la peinture animalière et les natures mortes.
Après avoir exposé en Belgique, Léopold De Cauwer, à l'instar de son frère aîné Émile Pierre Joseph De Cauwer, présente ses œuvres aux académies de Berlin et de Dresde à partir de 1868.
Sur le plan privé, il s'établit à Fürstenwalde, à 50 kilomètres de Berlin, et épouse Marie Berndt, originaire de Prusse.
Léopold De Cauwer meurt en 1891,.

## Œuvres
- Les moineaux en hiver ;
- Le poulailler ;
- Bovins ;
- L'âne ;
- Un Pinscher ;
- Près de l'abreuvoir ;
- Laboureurs retournant à la maison ;
- Bovins et moutons dans un pré, 1854 ;
- Animaux aux champs, 1865 ;
- Chien dans un tonneau, 1871.

## Galerie

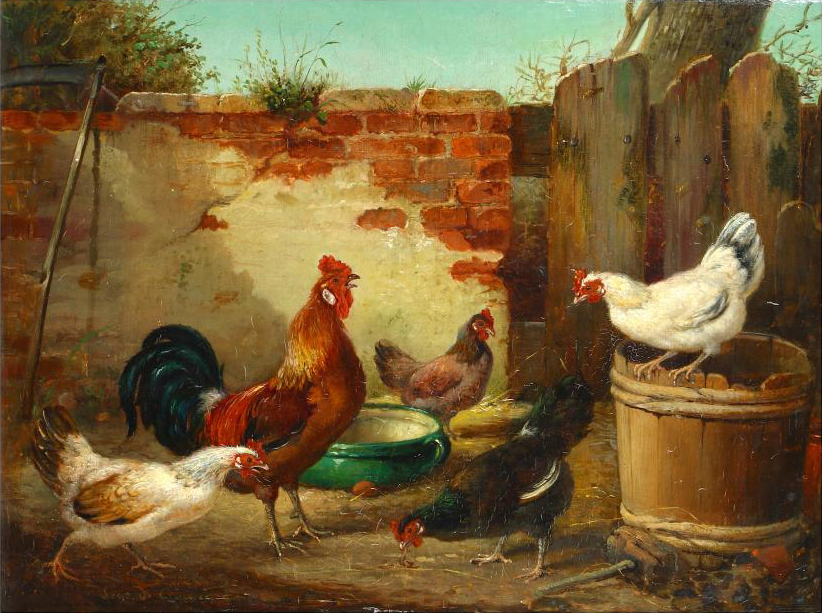
Le poulailler.
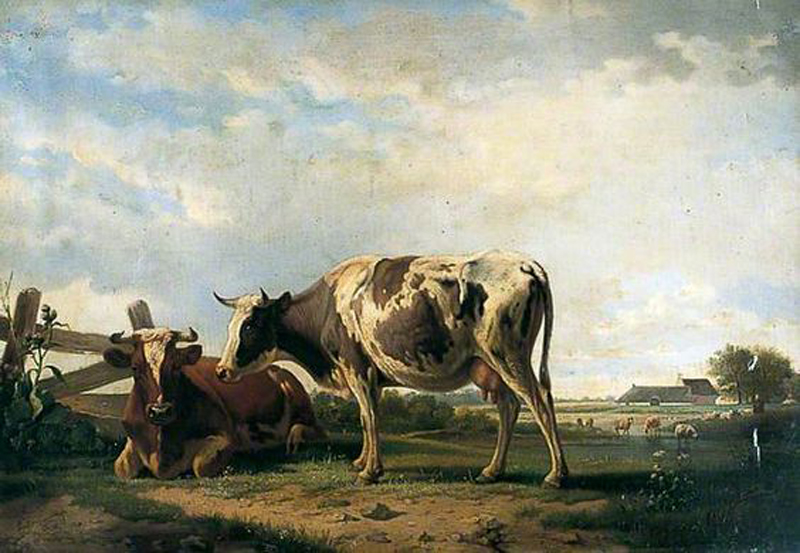
Bovins.
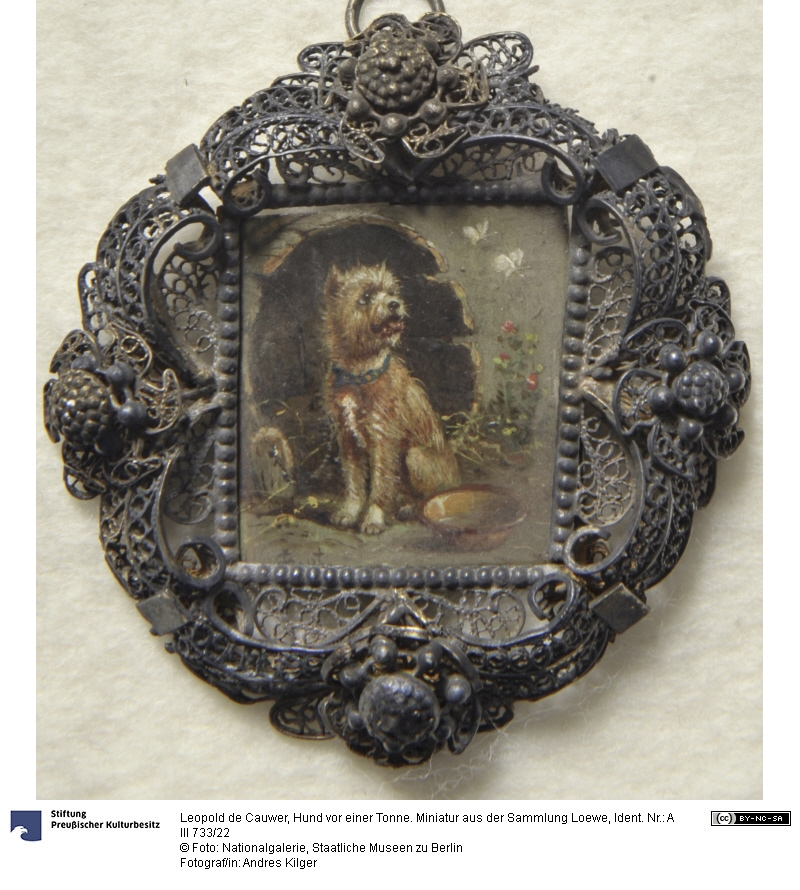
Chien dans un tonneau (1871).
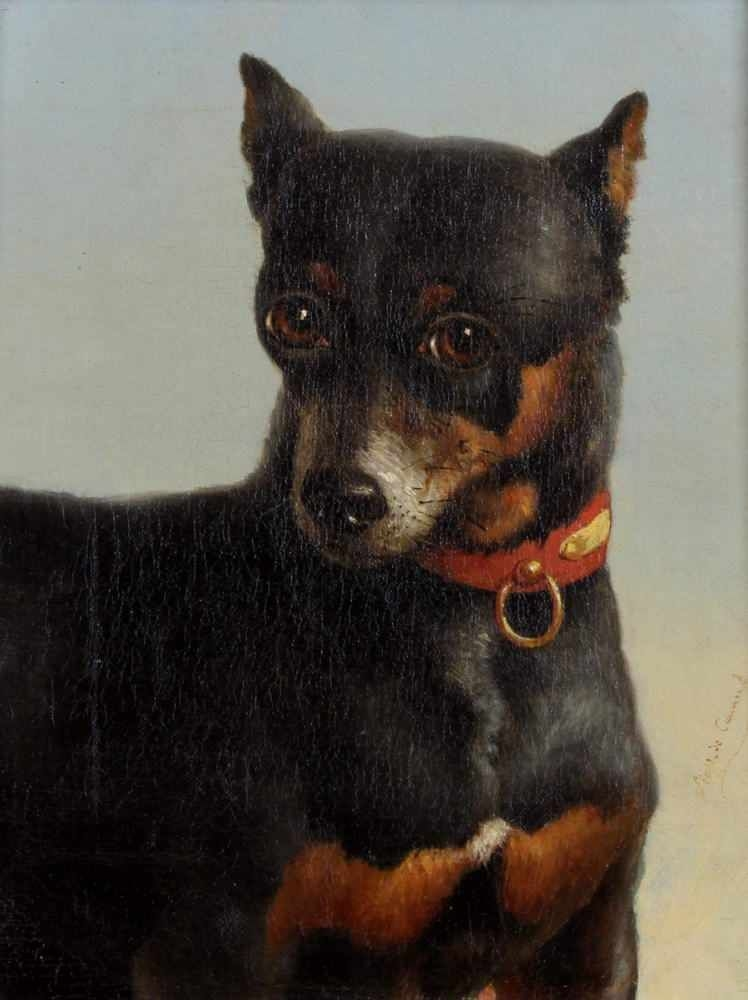
Un Pinscher.